# Movimento internazionale di apostolato dei bambini
Il Movimento internazionale di apostolato dei bambini (in francese Mouvement International d'Apostolat des Enfants; sigla M.I.D.A.D.E.) è un'organizzazione internazionale cattolica riconosciuta dalla Santa Sede.

## Storia
Nel 1936 il sacerdote Gaston Courtois fondò il Francia il movimento Cœurs vaillants-Âmes vaillantes destinato all'apostolato tra i ragazzi tra gli 8 e i 15 anni; nel 1956 il movimento assunse il nome di Action Catholique de l'Enfance.
L'esperienza si diffuse anche in altre nazioni: nel 1958 fu istituita una Commissione internazionale di collegamento tra le varie Action Catholique de l'Enfance e nel 1962 si tenne il loro primo incontro internazionale. Nel 1966 a Roma, in occasione del secondo incontro internazionale, i vari movimenti nazionali diedero inizio al Movimento internazionale di apostolato dei bambini, riconosciuto nel 1973 dalla Santa Sede come organizzazione internazionale cattolica.
Il Movimento internazionale di apostolato dei bambini è un'organizzazione non-governativa con statuto consultivo presso l'ECOSOC, l'UNICEF e l'OIL.

## Attività e diffusione
L'associazione è costituita da associazioni e movimenti nazionali (come l'Azione Cattolica dei Ragazzi) che hanno come fine la formazione umana e cristiana di bambini e ragazzi. I movimenti membri si riuniscono ogni quattro anni nell'Assemblea generale ed eleggono l'Équipe internazionale, che attua il programma stabilito dall'Assemblea. L'Équipe internazionale è costituita da un presidente, tre vicepresidenti, due segretari generali e un assistente ecclesiastico.
L'azione del Movimento, presente in 53 nazioni, raggiunge circa 2 000 000 di bambini. La sede centrale dell'associazione è a Le Plessis-Robinson.